# Daniel I

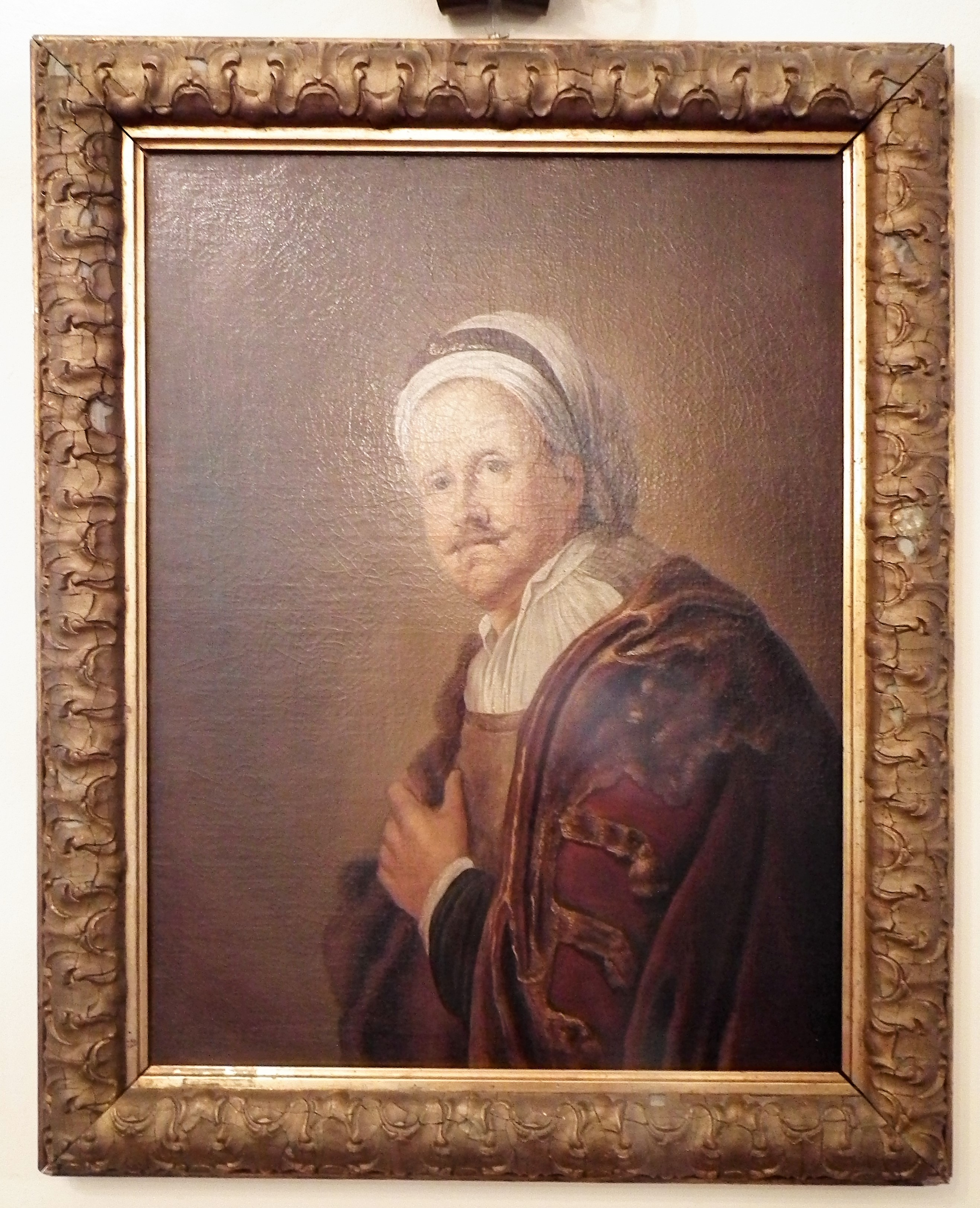
Daniel I — portret nieznanego autorstwa ze zbiorów Muzeum w Grudziądzu (koniec XIX wieku)

Daniło I  Šćepčević zwany również Petrowiczem z plemienia Njeguši (serb.: Данило I Шћепчев Петровић-Његош, Daniło I Šćepčev Petrović Niegoš, ur. ok. 1670, zm. 1735) – władca (władyka) Czarnogóry w latach 1697–1735, twórca dynastii władyków należących do tej samej co on rodziny Petrowiczów, wywodzącej się z miejscowego plemienia Njeguši.

## Początki panowania
Daniło Šćepčević zwany później Petrowiczem urodził się około 1670 r. W 1697 r. zgromadzenie plemion czarnogórskich obrało go metropolitą Cetynii. Przez Słowian bałkańskich metropolici Cetynii nazywani byli władykami. W 1700 r. Daniłę wyświęcił w Sečuju serbski patriarcha Arsenije III Crnojević. Władycy Cetynii od schyłku XV wieku, od czasu tureckiego podboju Czarnogóry, stali się faktycznymi zwierzchnikami duchowymi i politycznymi plemion czarnogórskich. Zawarty w 1699 r. pokój w Karłowicach pomiędzy Świętą Ligą a Turcją umacniał pozycję Wenecji w Dalmacji, przybliżając jej posiadłości do granic Czarnogóry. Umożliwiło to Danile podjęcie akcji przeciw poturczeńcom – ludności Czarnogóry, która przyjęła islam i poddaństwo tureckie. Wedle notatek Daniły pierwsze wystąpienie miało miejsce na terytorium plemion Cetyńców i Ćeklići i wzięło w nim udział 8 Czarnogórców. Z czasem dzięki inicjatywie władyki akcja rozszerzyła się na całą Czarnogórę. Walka prowadzona w ciągu niemal całego wieku XVIII doprowadziła do całkowitego wyparcia z Czarnogóry Turków i ich zwolenników. Dopiero późniejsza tradycja zachowana w utworze Piotra II Niegosza Górski wieniec, przekształciła długoletni proces w jednorazowy akt rzezi poturczeńców. Wedle poematu Piotra II wytępienie (istraga) wszystkich poturczeńców było wynikiem jednego aktu rzezi w wieczór wigilijny (Badnje veče).

## Walki z Turcją
Walkę z poturczeńcami na własnym terenie plemiona czarnogórskie łączyły z wypadami partyzanckimi na sąsiednie ziemie tureckie. Daniło, o ile nie był bezpośrednio zagrożony najazdem tureckim, odmawiał też płacenia haraczu wezyrowi w Skadarze. Przeciwko Czarnogórcom i Hercegowińcom wznieśli Turcy w tym czasie nowe umocnienia wzdłuż linii Skadar-Gacko w Spužu, Nikšiciu i Trebinju. 
Gdy w 1710 r. wybuchła wojna rosyjsko-turecka, car Piotr I wysłał do Czarnogóry swych emisariuszy, pułkownika Michała Miłoradowicza i kapitana Iwana Łukaczewicza, którzy pomogli Danile w utworzeniu na terenie Czarnogóry i Hercegowiny regularnej armii. Czarnogórskie wojska obległy Nikšić, Gacko i Spuž. Musiały jednak odstąpić od oblężenia z braku broni. Zaniepokojeni aktywnością rosyjską na Bałkanach Wenecjanie i dubrowniczanie wstrzymali bowiem dostawy prochu i ołowiu dla wojsk Daniły. W odwecie, po zakończonej wojnie z Rosją, Turcy wysłali w 1712 r. do Czarnogóry silną armię, która zdobyła, a następnie zburzyła monaster w Cetynii – siedzibę władyki Daniły. Daniło nie zaprzestał jednak walk z Turkami, prowokując w 1714 nowy najazd turecki, na którego czele stanął wezyr bośniacki Numan-pasza Ćuprilić, który straszliwie spustoszył Czarnogórę. Ranny władyka Daniło schronił się w Rosji. Opór Czarnogórców zamarł i nie zmienił sytuacji nawet wybuch kolejnej wojny rosyjsko-tureckiej 10 grudnia 1714 r. W kwietniu 1716 r. Daniło powrócił do kraju z 2.700 dukatami i 13.400 rublami otrzymanymi od cara. 
W drodze powrotnej nawiązał kontakty z Austrią, która również przystąpiła do wojny z Turcją. W lutym 1717 r., po wybuchu  ostatniej już wojny pomiędzy Wenecją a Turcją, większość naczelników plemiennych przyjęła protektorat wenecki w zamian za wypłatę stałych pensji i pomoc materialną. Daniło próbował do tego nie dopuścić, więc Wenecjanie postanowili go otruć. Z ramienia Wenecji powstał nowy urząd namiestnika Czarnogóry zwanego guwernadurem. Upadek znaczenia Wenecji spowodował, że w procesie formowania się państwowości czarnogórskiej urząd ten nie odegrał większej roli. Ostatecznie Daniło uznał porozumienie zawarte z Wenecją i przystąpił do wspólnej akcji przeciwko Barowi i Ucinj. Czarnogórcy rozbili też oddział turecki, który z Hercegowiny najechał ich ziemie. Bitwa ta, w której padło około stu Turków sławiły potem pieśni ludowe jako wielkie zwycięstwo na Trnjanach. Wspólne walki czarnogórsko-weneckie przeciw Turcji zakończyły się traktami pokojowymi zawartymi 21 lipca 1718 r. w Pożarewacu. Wenecjanie uzyskali cztery nadbrzeżne gminy: Grbalj, Maine, Pobori i Braići, lecz wyrzekli się protektoratu nad Czarnogórą. Władyka Daniło uzyskał jedynie uznanie zwierzchnictwa nad ludnością prawosławną tych gmin i całej weneckiej Boki Kotorskiej. Jego drugą siedzibą został monaster Stanjevići w gminie Maine. Turcy zaprzestali pobierania haraczu z Czarnogóry. W zamian plemiona czarnogórskie wyrzekały się organizowania najazdów na ziemie tureckie.

## Przemiany wewnętrzne
Podjęte za panowania Daniły walki zapoczątkowały proces powolnego przekształcania się zhierarchizowanych rodów feudalnych w większe organizacje terytorialne wolnych górali czarnogórskich. Jednocześnie długie, toczone przez całe stulecie wojny spowodowały, że nabrały one charakteru organizacji wojskowych. Mężczyźni organizowali się w czety – oddziały liczące od dziesięciu do tysiąca ludzi i wyprawiające się na posiadłości tureckie, weneckie lub dubrownickie, po jeńców, wykupowanych następnie za pieniądze i broń. 
Najlepiej rozwinęły się plemiona w największej, północnej Katuńskiej Nahiji. Do największych i najbardziej rozwiniętych należało plemię cetyńskie, istniały jednocześnie nadal małe bractwa, nie należące do żadnego z plemion. Od tytułu knez noszonego przez naczelników plemion zwano je również knežinami. Stopniowo  na czoło społeczeństwa zaczęły się wysuwać rodziny naczelników plemiennych. Wyodrębniająca się warstwa naczelników plemiennych zaczęła w ciągu XVIII wieku swoje interesy wyrażać poprzez, utworzony przez Wenecjan, urząd guwernadura.
Osobnym zagadnieniem było obowiązujące wśród Czarnogórców prawo zemsty (osvety), której podlegały również kobiety, a która dotykała gospodarstw i dobytku. Od zemsty odróżniano krwawą zemstę (krvną osvetę), spod której kobiety były wyłączone, będącą rodzajem krwawej rozprawy między bractwami a czasem nawet całymi plemionami. W sąsiedniej Albanii podobne spory toczyły się nieraz przez kilka pokoleń. Aby temu zapobiec Daniło powołał w 1713 r. ogólnokrajowy sąd rozjemczy zwany sądem władyki Daniły Sąd składał się z 24 przedstawicieli i orzekał wysokość odszkodowania za zabójstwa i rany. Rozmiary krwawej zemsty starał się też powściągać Daniło, a po nim jego następcy, nakładając kary klątwy kościelnej i wygnania z plemienia.
W celu zapewnienia większej stabilności władzy władyki Daniło jeszcze za życia wyznaczył swego następcę. W 1719 r., doprowadził do wyświęcenia na władykę Cetynii swego bratanka Sawy. Daniło zmarł w 1735 r. Rządy nad krajem objął po nim Sawa Petrowicz.